# Saint-Molf

Localització de Saint-Molf

Saint-Molf (en bretó  Sant-Molf) és un municipi francès, situat a la regió de país del Loira, al departament de Loira Atlàntic, que històricament ha format part de la Bretanya. L'any 2006 tenia 2.030 habitants. Limita amb els municipis d'Assérac, Herbignac, Guérande, La Turballe i Mesquer.

## Demografia
| 1962                                       | 1968 | 1975 | 1982 | 1990  | 1999  | 2005  |
| ------------------------------------------ | ---- | ---- | ---- | ----- | ----- | ----- |
| 627                                        | 690  | 706  | 852  | 1.154 | 1.501 | 1.883 |
| Des de 1962: població sense dobles comptes |      |      |      |       |       |       |

## Administració
| Període   | Identitat         | Partit        |
| --------- | ----------------- | ------------- |
| 2001-2008 | Daniel Guihard    |               |
| 2008-     | Véronique Cardine | Divers gauche |